# Au Market
au Market（エーユー マーケット）はauブランドを展開するKDDI、および沖縄セルラー電話が同Androidスマートフォン向けに提供する、アプリケーション配信用アプリケーションである。

## 概要
auのAndroidスマートフォンにのみau marketが提供されている。au marketは今までのau携帯電話で利用されている各アプリケーション（下記）をダウンロードすることが出来る。料金有料となっているアプリの支払いにはauかんたん決済を利用し、通信料などと一緒に支払うことが出来る。また2011年（平成23年）3月31日からはGoogle Playでもauかんたん決済を利用しての支払いが可能となる。(ただし、支払い方法として『auのアカウントに請求』を選択可能なアプリケーションに限る。)
なお2011年8月時点では、ISW11HTはau marketに非対応であったが、9月22日公開のソフトウェアアップデート（Android 2.3へのバージョンアップ等を含む）を適用することで、対応可能となる。
2012年（平成24年）3月1日からはauスマートパス（月額372円・税別）の利用者向けとなっており、本来はGoogle Playで有料となっているアプリが利用者向けに無料でダウンロードができる。

## au Marketで提供されている（されていた）アプリケーション（Android搭載auスマートフォン専用）
ここで紹介されるアプリケーションは一部を除きau Marketに対応していない他キャリアのスマートフォンでは利用できない。☆印が付与されたアプリケーションは2016年8月現在、配信終了となったアプリケーションである。
- KDDI Eメール - EZwebのアドレスを利用したメールアプリで、一部の機種を除く。
- LISMO Player☆ - 音楽再生アプリ（SIRIUS α IS06およびhtc EVO WiMAX ISW11HT、MIRACH IS11PT、EIS01PTを除く）
- LISMO WAVE - インターネットラジオアプリ（MIRACH IS11PTおよびEIS01PTを除く。2019年9月30日をもってサービス終了。後継サービスのradiko for auも2022年6月30日をもってサービス終了）
- LISMO BOOK STORE
- LISMO unlimited（SIRIUS α IS06およびhtc EVO WiMAX ISW11HT、MIRACH IS11PT、EIS01PTを除く。2013年5月31日をもってサービス終了）☆
- KKBOX（auスマートパス会員向け版のみ。2013年6月1日より開始した上記のLISMO unlimitedの事実上の後継サービス）
- うたパス
- うたパス音楽プレイヤー - 音楽再生アプリ（2016年8月3日より提供開始した先述のLISMO Playerの事実上の後継アプリ。対応機種はAndroid 4.1以上がプリインストールされた一部のauスマートフォン・auタブレットが対象となる。2018年9月30日に提供ならびにサポートを終了）
- ビデオパス
- アニメパス☆ - 2016年4月30日をもって上記のビデオパスに統合される形でサービス終了[1]。
- ブックパス
- au Smart Sports - 健康関連アプリ
  - Run&Walk
  - Karada Manager
  - Fitness
- かんたんメニュー（一部の機種を除く）
- Skype au - 通話アプリ（au通信網を利用するため他社は通常のskypeの利用となる）
- au ナビウォーク
- au 助手席ナビ
- au ニュースEX for auスマートパス（一部のスマートフォンにプリインストールされているau ニュースEXとは別）
- ウイルスバスター for auスマートパス（一部のスマートフォンにプリインストールされているウイルスバスターモバイル for auとは別、2012年8月7日に大幅拡張され同等機能に）
- ダライアスバースト セカンドプロローグ☆ - ゲームアプリ（iOS版と同内容のシューティングゲーム）
- バーガーフェスタSP☆ - ゲームアプリ
- 日経スマートアプリ with TBS（Android搭載ドコモ スマートフォン用アプリと同内容）
- いただきストリート for au 〜つながるボード大陸〜☆ - ゲームアプリ
- AKB48 Mobile for auスマートパス☆ - AKB48 Mobileアプリのauスマートパス版（Android版[注釈 1]、ios版と同内容）。
- カメラのフチ子☆ - カメラ用アプリ

など

## 対応機種
- iidaブランドを含むauのAndroidスマートフォン全機種（Windows MobileおよびWindows Phone、iPhone(iOS)では利用できない）
- ソニー ウォークマン NW-F80xシリーズ全機種（通称「ウォークマン Fシリーズ」。2012年12月以降よりソフトウェアのアップデート施行後に正式に利用可能となる）

タブレットは当初は非対応だったが、2012年6月下旬以降に順次対応となった。なおAndroid 4.0に対応するAT500/26Fは発売開始時より対応しており、TBi11MはAndroid 4.0へのバージョンアップが実施されている。これに併せ、au Marketはプリインストールされる事となった。後発のAQUOS PAD SHT21ではau Marketが標準でプリインストールされている。当初は利用不可となっていたが現在では利用可能となっている。これ以外のタブレットはau Wi-Fi接続ツール以外は非対応となる。